# Acquaviva d’Isernia
Acquaviva d’Isernia ist eine italienische Gemeinde (comune) in der Provinz Isernia in der Provinz Molise und hat 352 Einwohner (Stand 31. Dezember 2023). Die Gemeinde liegt etwa elf Kilometer nordwestlich von Isernia.